# Jästextrakt

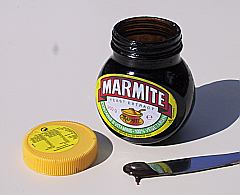
Jästextrakt

Jästextrakt är det allmänna namnet på olika slags bearbetade jästprodukter som görs genom att utvinna innehållet i celler, vilket i sin tur görs genom att ta bort cellväggarna. Produkterna används som livsmedelstillsatser, eller som näringsämnen i bakteriekulturer. De används ofta för att åstadkomma aromatiska smaker och umamismaker. 
Natriumglutamat används för umami, men har ingen smak. Jästextrakt såsom Marmite innehåller ofta naturligt glutaminsyra. Jästextrakt i vätskeform kan torkas till en lätt pasta eller ett torrt pulver. Glutaminsyra i jästextrakt görs från en syrabaserad fermenteringscykel, och återfinns bara i några jäst, vanligtvis de som används i bakning.